# مگس‌گیر جنگلی سینه‌خاکستری
مگس‌گیر جنگلی سینه‌خاکستری (نام علمی: Cyornis umbratilis) نام یک گونه از سرده مگس‌گیرهای آبی است.